# Connor Swindells
Connor Ryan Swindells is een Engels acteur en model. Hij verwierf bekendheid door zijn rol als Adam Groff in de Netflix comedy-drama Sex Education (2019-2023). Hij heeft sindsdien gespeeld in het historische drama SAS: Rogue Heroes van BBC One (sinds 2022). Hij had ook een rol in de films The Vanishing (2018), Emma. (2020), Barbarians (2021) en Barbie (2023).

## Biografie

### Jonge jaren en opleiding
Swindells werd geboren in Lewes in East Sussex, als jongste van vier zonen van ouders Ian en Phoebe. Zijn moeder was van Romani afkomst. Ze overleed aan darmkanker toen Swindells zeven jaar oud was, iets wat hij nog steeds verwerkt. Na haar dood gingen hij en zijn vader bij Swindells' grootouders aan vaderszijde wonen in West Chiltington, totdat ze verhuisden naar Billingshurst, beide in het Horsham District van West Sussex.
Swindells bezocht Rydon Community College en Steyning Grammar School. Hij stopte met school op 17-jarige leeftijd.

### Loopbaan
Swindells begon met acteren toen hij een auditieposter zag voor een lokale voorstelling en zijn vriend hem uitdaagde om auditie te doen; hij kreeg de hoofdrol. Daarna speelde hij in nog twee lokale voorstellingen en tekende hij aan het einde van de derde voorstelling bij een agent.
In 2017 maakte Swindells zijn televisiedebuut met gastoptredens in afleveringen van het Hulu periode drama Harlots als Mostyn en het historische drama Jamestown van Sky One als Fletcher.
In maart 2017 werd Swindells gecast om Joe Alwyn te vervangen als Donald in The Vanishing, een Schotse psychologische thrillerfilm geregisseerd door Kristoffer Nyholm, met in de hoofdrollen Gerard Butler en Peter Mullan. De film werd vertoond op het Sitges Film Festival 2018 voordat hij op 4 januari 2019 in de bioscoop werd uitgebracht. Swindells speelde ook de rol van Adam in de dramafilm VS uit 2018.
In 2019 begon Swindells samen met Ncuti Gatwa, Emma Mackey, Asa Butterfield en Gillian Anderson te spelen in de Netflix comedy-dramaserie Sex Education als Adam Groff, de zoon van het hoofd van de school, aanvankelijk een pestkop met een gespannen relatie met zijn vader.
Swindells verscheen in de films Emma. (2020) en Barbarians (2021), en speelde Simon Hadlow in BBC One-misdaaddrama Vigil uit 2021, met Suranne Jones in de hoofdrol. Het volgende jaar begon hij met de hoofdrol van David Stirling in de Tweede Wereldoorlog-serie SAS: Rogue Heroes, ook op BBC One.
Swindells verscheen in Greta Gerwigs Barbie, waarin hij herenigd werd met zijn Sex Education co-sterren Ncuti Gatwa en Emma Mackey. Hij heeft ook een rol in de Netflix-film Scoop.

## Filmografie
| Jaar | Titel         | Rol             | Opmerkingen |
| ---- | ------------- | --------------- | ----------- |
| 2018 | VS            | Adam            |             |
| 2019 | The Vanishing | Donald McArthur |             |
| 2020 | Emma.         | Robert Martin   |             |
| 2021 | Barbarians    | Dan             |             |
| 2023 | Barbie        | Aaron Dinkins   |             |
| 2024 | William tell  | Gessler         |             |

| Jaar       | Titel             | Rol                     | Opmerkingen               |
| ---------- | ----------------- | ----------------------- | ------------------------- |
| 2017       | Harlots           | Mostyn                  | Aflevering #1.3           |
| 2017       | Jamestown         | Fletcher                | Aflevering #1.5           |
| 2019–2023  | Sex Education     | Adam Groff              | Hoofdrol, 24 afleveringen |
| 2021       | Vigil             | Lieutenant Simon Hadlow | Miniserie                 |
| 2022–heden | SAS: Rogue Heroes | David Stirling          | Hoofdrol                  |

## Prijzen en nominaties
| Jaar | Prijs                           | Categorie                   | Werk              | Resultaat   | Ref. |
| ---- | ------------------------------- | --------------------------- | ----------------- | ----------- | ---- |
| 2017 | Screen International            | Stars of Tomorrow           |                   | Opgenomen   |      |
| 2019 | MTV Movie Awards                | Beste kus (met Ncuti Gatwa) | Sex Education     | Genomineerd |      |
| 2023 | Broadcasting Press Guild Awards | Beste acteur                | SAS: Rogue Heroes |             |      |